# Групповой завистливый делёж
Групповой завистливый делёж (известный также как коалиационно справедливый делёж) — это делёж ресурсов среди нескольких участников дележа таким образом, что любая группа участников считает свою долю не меньшей, чем у любой другой группы того же размера. Термин обычно используется в задачах справедливого дележа, таких как распределение ресурсов и справедливое разрезание торта.
Отсутствие зависти при групповом дележе является очень сильным требованием справедливости — распределение без групповой зависти эффективно по Парето, и в нём отсутствует зависть (в обычном смысле), но обратное не верно.

## Определения
Рассмотрим множество из n участников. Каждый агент i получает определённое распределение Ai (например, кусок торта или комплект ресурсов). Каждый агент i имеет некоторые субъективные предпочтения <i относительно кусков/комплектов (то есть, {\displaystyle A<_{i}B} означает, что агент i предпочитает кусок B куску A).
Рассмотрим группу агентов X при текущем распределении {\displaystyle \{A_{i}\}_{i\in X}}. Мы говорим, что группа X предпочитает кусок B по отношению к текущему распределению, если существует распределение куска B среди участников группы X: {\displaystyle \{B_{i}\}_{i\in X}}, такое, что по меньшей мере один агент i считает, что новое распределение лучше по сравнению с текущим распределением ({\displaystyle A_{i}<_{i}B_{i}}), и никто из оставшихся участников группы не считает, что оно хуже.
Рассмотрим две группы, X и Y, обе с одним и тем же числом — k — участников. Говорим, что группа X завидует группе Y, если группа X предпочитает общий кусок группы Y ({\displaystyle \cup _{i\in Y}{A_{i}}}) своему куску.
Распределение {A1, ..., An} называется распределением без групповой зависти, если не имеется группы, завидующей другой группе с тем же числом участников.

## Связь с другими критериями
В распределении с отсутствием групповой зависти отсутствует также зависть в обычном смысле, поскольку группы X и Y могут содержать по одному агенту.
Распределение с отсутствием групповой зависти эффективно также по Парето, поскольку X и Y могут быть всей группой, содержащей n участников.
Условие отсутствия групповой зависти много строже, чем комбинация этих двух критериев, поскольку она применяется также к группам из 2, 3, ..., n-1 участников.

## Существование
В условиях распределения ресурсов распределение с отсутствием групповой зависти существует. Более того, оно может быть получено как равновесие в условиях конкуренции с одинаковыми начальными фондами.
В условиях справедливого разрезания торта разрезание с отсутствием групповой зависти существует, если отношения предпочтения представлены положительными непрерывными мерами. То есть, каждый участник i имеет определённую функцию Vi, представляющую ценность каждого куска торта, и такие функции аддитивны и не атомарны.
Более того, распределение при групповом завистливом дележе существует, если предпочтения представлены конечными векторными мерами. То есть, каждый агент i имеет некоторую векторную функцию Vi, представляющую значения различных свойств каждого куска торта, и все компоненты в такой векторной функции аддитивны и не атомарны, а кроме того, отношения предпочтения непрерывны, монотонны и выпуклы.